# Nhất đại tông sư
Nhất đại tông sư (chữ Hán: 一代宗師, tựa tiếng Anh: The Grandmaster) là một bộ phim điện ảnh chính kịch võ thuật Hồng Kông-Trung Quốc năm 2013 dựa trên cuộc đời thực của võ sư Vịnh Xuân quyền Diệp Vấn. Phim do Vương Gia Vệ đạo diễn kiêm viết kịch bản với sự góp mặt của Lương Triều Vĩ và Chương Tử Di. Phim được phát hành tại Trung Quốc vào ngày 8 tháng 1 năm 2013. Đây là phim chiếu mở màn tại Liên hoan phim quốc tế Berlin lần thứ 63 vào tháng 2 năm 2013 và tranh cử tại Liên hoan phim quốc tế Hồng Kông 2013. The Weinstein Company là đơn vị giành được quyền phân phối quốc tế của phim. Nhất đại tông sư nằm trong danh sách đệ trình lên giải Oscar cho phim ngoại ngữ hay nhất tại lễ trao giải Oscar lần thứ 86, từng nằm trong danh sách rút gọn vào tháng 1 nhưng không thể lọt vào danh sách ứng cử 5 phim cuối cùng. Tuy nhiên phim đã giành được hai đề cử cho hạng mục quay phim xuất sắc nhất (Philippe Le Sourd) và thiết kế phục trang đẹp nhất (Trương Thúc Bình).

## Nội dung
Bộ phim kể về cuộc đời của võ sư Vịnh Xuân quyền Diệp Vấn, bắt đầu từ những năm 1930 tại Phật Sơn và di cư tới Hồng Kông sau Chiến tranh Trung-Nhật.
Bộ phim bắt đầu với việc Diệp Vấn suy nghĩ về võ thuật, và sau đó chuyển sang cảnh chiến đấu dưới mưa giữa Diệp Vấn và rất nhiều tên côn đồ. Diệp sư phụ chiến thắng và trải qua những hồi tưởng về cuộc đời mình, từ khi bắt đầu luyện võ từ năm bảy tuổi đến khi được sư phụ Trần Hoa Thuận thu nhận, và kết hôn với Trương Vĩnh Thành.
Cuộc sống yên bình của Diệp Vấn bị đe dọa bởi sự xuất hiện của Cung Bảo Sâm, võ sư Võ Đang quyền đến từ miền Bắc Trung Quốc, tuyên bố rằng ông đã nghỉ hưu và bổ nhiệm Mã Tam làm người thừa kế ở miền Bắc. Sau đó, ông thừa nhận rằng miền Nam nên có người thừa kế riêng. Nhiều võ sư cố gắng thách thức Cung sư phụ, nhưng tất cả họ đều bị Mã Tam hạ gục. Khi các võ sư miền Nam đang cân nhắc về một người đại diện, con gái của Cung Bảo Sâm là Cung Nhị đến và cô thuyết phục cha mình không nên tiếp tục tỉ võ, vì cô cảm thấy không có ai xứng đáng. Trong khi đó, các võ sư miền Nam quyết định chọn Diệp Vấn đại diện cho họ, và Diệp sư phụ được thử sức bởi ba võ sư miền Nam trước khi anh thách đấu Cung Bảo Sâm. Tuy nhiên, "trận đấu" giữa Diệp Vấn và Cung sư phụ hóa ra lại là một cuộc trao đổi ý tưởng triết học. Cung sư phụ tuyên bố Diệp Vấn là người chiến thắng và trở về miền Bắc. Cung Nhị muốn lấy lại danh dự cho gia đình mình bằng cách thách đấu Diệp Vấn và họ đồng ý rằng nếu có bất cứ đồ đạc gì bị vỡ, Diệp sư phụ sẽ thua. "Võ thuật là về độ chính xác", vì vậy bất cứ ai làm vỡ một mảnh đồ đạc trong trận đấu sẽ là kẻ thua cuộc. Một trận đấu dữ dội diễn ra giữa Diệp Vấn và Cung Nhị, kết thúc bằng chiến thắng của Cung Nhị vì Diệp Vấn đã làm nứt bậc thang cuối cùng (chỉ vì anh cứu Cung Nhị khỏi bị ngã). Diệp Vấn và Cung Nhị sau đó tạm biệt nhau một cách vui vẻ, Diệp sư phụ nói rằng anh vẫn muốn một trận tái đấu.
Diệp Vấn và Cung Nhị vẫn giữ liên lạc bằng cách trao đổi thư từ và Diệp sư phụ dự định đưa gia đình mình tới miền Bắc, nhưng kế hoạch của anh bị phá sản sau khi Chiến tranh Trung-Nhật diễn ra vào năm 1937. Trong chiến tranh, gia đình Diệp Vấn lâm vào cảnh nghèo khó và hai cô con gái của anh chết vì đói. Trong khi đó ở miền Bắc, Mã Tam trở thành kẻ phản quốc và giết chết Cung sư phụ. Khi Cung Nhị trở về, những người lớn tuổi nói với cô rằng mong muốn cuối cùng của cha cô là cô được sống hạnh phúc và đừng tìm cách trả thù. Cung Nhị không chấp nhận điều đó, cô thề sẽ không bao giờ dạy võ, kết hôn hay sinh con và dành toàn bộ cuộc đời mình để trả thù.
Diệp Vấn chuyển đến Hồng Kông với hi vọng bắt đầu sự nghiệp dạy võ, nhưng phải đối mặt với đủ loại thử thách vì cũng gặp nhiều vị võ sư khác. Anh đánh bại họ một cách rõ ràng và có được danh tiếng. Anh gặp lại Cung Nhị vào đêm giao thừa năm 1950 và khuyên cô nên đấu võ một lần nữa trong khi ngụ ý rằng cô nên mở một võ đường cho riêng mình. Tuy nhiên, Cung Nhị từ chối điều này. Một cảnh hồi tưởng mười năm trước cho thấy cuộc đối đầu giữa Cung Nhị và Mã Tam tại một nhà ga xe lửa vào đêm giao thừa năm 1940. Cung Nhị đã đánh bại Mã Tam sau một cuộc giao chiến gây cấn và dữ dội, cô bị thương nặng sau cuộc giao chiến và mất đi lòng ham muốn sử dụng võ thuật.
Bộ phim sau đó chuyển cảnh đến năm 1952, khi Diệp Vấn và Cung Nhị gặp nhau lần cuối. Cung Nhị thú nhận với Diệp sư phụ rằng cô đã có tình cảm với anh ngay từ lần đầu gặp nhau. Vài ngày sau cô qua đời. Diệp Vấn giải thích rằng trong cuộc giao chiến với Mã Tam, Cung Nhị bị thương nặng đến nỗi phải dùng thuốc phiện thường xuyên để giảm đau và đây là sự suy sụp của cô. Những cảnh cuối cùng của phim cho thấy võ đường của Diệp Vấn ngày càng phát triển mạnh mẽ, anh đã giúp Vịnh Xuân quyền nổi tiếng trên toàn thế giới và đệ tử nổi tiếng nhất của anh là Lý Tiểu Long. Dòng chữ cuối cùng nói rằng Diệp Vấn đã qua đời vào năm 1972.

## Diễn viên
- Lương Triều Vĩ vai Diệp Vấn
- Chương Tử Di vai Cung Nhị
- Song Hye-kyo vai Trương Vĩnh Thành
- Vương Khánh Tường vai Cung Bảo Sâm
- Trương Tấn vai Mã Tam
- Trương Chấn vai Nhất Tuyến Thiên
- Triệu Bổn Sơn vai Đinh Liên Sơn
- Tiểu Thẩm Dương vai Tam Giang Thủy
- Cung Lê vai Thiết Hài Thất
- Viên Hòa Bình vai Trần Hoa Thuận

## Giải thưởng và đề cử
| Tổ chức                                                            | Hạng mục giải thưởng                                                                           | Người nhận và người được đề cử                   | Kết quả           |
| ------------------------------------------------------------------ | ---------------------------------------------------------------------------------------------- | ------------------------------------------------ | ----------------- |
| Giải Oscar lần thứ 86                                              | Best Foreign Language Film                                                                     |                                                  | Lọt vào danh sách |
| Giải Oscar lần thứ 86                                              | Best Cinematography                                                                            | Philippe Le Sourd                                | Đề cử             |
| Giải Oscar lần thứ 86                                              | Best Costume Design                                                                            | William Chang Suk Ping                           | Đề cử             |
| Giải thưởng của Hội phê bình phim Hồng Kông lần thứ 20             | Phim hay nhất                                                                                  |                                                  | Đoạt giải         |
| Giải thưởng của Hội phê bình phim Hồng Kông lần thứ 20             | Nữ diễn viên chính xuất sắc nhất                                                               | Zhang Ziyi                                       | Đoạt giải         |
| Giải Kim Mã lần thứ 50                                             | Phim hay nhất                                                                                  |                                                  | Đề cử             |
| Giải Kim Mã lần thứ 50                                             | Đạo diễn hay nhất                                                                              | Wong Kar-wai                                     | Đề cử             |
| Giải Kim Mã lần thứ 50                                             | Nam diễn viên chính xuất sắc nhất                                                              | Tony Leung                                       | Đề cử             |
| Giải Kim Mã lần thứ 50                                             | Nữ diễn viên chính xuất sắc nhất                                                               | Zhang Ziyi                                       | Đoạt giải         |
| Giải Kim Mã lần thứ 50                                             | Best Cinematography                                                                            | Phillipe Le Sourd                                | Đoạt giải         |
| Giải Kim Mã lần thứ 50                                             | Best Visual Effect                                                                             | Pierre Buffin                                    | Đoạt giải         |
| Giải Kim Mã lần thứ 50                                             | Best Art Direction                                                                             | William Chang                                    | Đoạt giải         |
| Giải Kim Mã lần thứ 50                                             | Best Makeup and Costume Design                                                                 | William Chang                                    | Đoạt giải         |
| Giải Kim Mã lần thứ 50                                             | Best Action Choreography                                                                       | Yuen Woo-ping                                    | Đề cử             |
| Giải Kim Mã lần thứ 50                                             | Best Editing                                                                                   | William Chang                                    | Đề cử             |
| Giải Kim Mã lần thứ 50                                             | Best Sound Effect                                                                              | Robert Mackenzie and Trithep Wangpaiboon         | Đề cử             |
| Giải Kim Mã lần thứ 50                                             | Audience Choice Award                                                                          |                                                  | Đoạt giải         |
| Giải thưởng của Hội phê bình phim Boston 2013                      | Best Cinematography                                                                            | Phillipe Le Sourd                                | 2nd Place         |
| Hội phê bình phim Denver 2013                                      | Best Non-English Language Feature                                                              |                                                  | Đoạt giải         |
| Giải Golden Reel Awards cho Biên tập âm thanh hình ảnh chuyển động | Biên tập âm thanh xuất sắc nhất: Hiệu ứng âm thanh, Foley, Đối thoại & ADR cho phim nước ngoài | Robert Mackenzie, Traithep Wongpaiboon           | Đoạt giải         |
| Giải thưởng Hội đồng xét duyệt quốc gia 2013                       | Top Foreign Films                                                                              |                                                  | Đoạt giải         |
| Giải thưởng Hiệp hội phê bình phim trực tuyến 2013                 | Best Cinematography                                                                            | Phillipe Le Sourd                                | Đề cử             |
| Phoenix Film Critics Society Award 2013                            | Best Foreign Language Film                                                                     |                                                  | Đề cử             |
| Giải thưởng Hiệp hội phê bình phim St. Louis Gateway 2013          | Best Art Direction                                                                             |                                                  | Đề cử             |
| Giải thưởng Hiệp hội phê bình phim St. Louis Gateway 2013          | Best Cinematography                                                                            | Phillipe Le Sourd                                | Đề cử             |
| Giải thưởng Điện ảnh Hồng Kông lần thứ 33                          | Phim hay nhất                                                                                  |                                                  | Đoạt giải         |
| Giải thưởng Điện ảnh Hồng Kông lần thứ 33                          | Đạo diễn hay nhất                                                                              | Wong Kar-wai                                     | Đoạt giải         |
| Giải thưởng Điện ảnh Hồng Kông lần thứ 33                          | Best Screenplay                                                                                | Zou Jingzhi, Xu Haofeng, Wong Kar-wai            | Đoạt giải         |
| Giải thưởng Điện ảnh Hồng Kông lần thứ 33                          | Nam diễn viên chính xuất sắc nhất                                                              | Tony Leung Chiu-wai                              | Đề cử             |
| Giải thưởng Điện ảnh Hồng Kông lần thứ 33                          | Nữ diễn viên chính xuất sắc nhất                                                               | Zhang Ziyi                                       | Đoạt giải         |
| Giải thưởng Điện ảnh Hồng Kông lần thứ 33                          | Best Supporting Actor                                                                          | Zhang Jin                                        | Đoạt giải         |
| Giải thưởng Điện ảnh Hồng Kông lần thứ 33                          | Best Cinematography                                                                            | Phillipe Le Sourd                                | Đoạt giải         |
| Giải thưởng Điện ảnh Hồng Kông lần thứ 33                          | Biên tập phim hay nhất                                                                         | William Chang, Benjamin Courtines, Poon Hung-yiu | Đoạt giải         |
| Giải thưởng Điện ảnh Hồng Kông lần thứ 33                          | Best Art Direction                                                                             | William Chang, Alfred Yau Wai-ming               | Đoạt giải         |
| Giải thưởng Điện ảnh Hồng Kông lần thứ 33                          | Best Costume & Make-Up Design                                                                  | William Chang                                    | Đoạt giải         |
| Giải thưởng Điện ảnh Hồng Kông lần thứ 33                          | Best Action Choreography                                                                       | Yuen Woo-ping                                    | Đoạt giải         |
| Giải thưởng Điện ảnh Hồng Kông lần thứ 33                          | Best Original Film Score                                                                       | Shigeru Umebayashi, Nathaniel Méchaly            | Đoạt giải         |
| Giải thưởng Điện ảnh Hồng Kông lần thứ 33                          | Best Sound Design                                                                              | Robert Mackenzie, Traithep Wongpaiboon           | Đoạt giải         |
| Giải thưởng Điện ảnh Hồng Kông lần thứ 33                          | Best Visual Effects                                                                            | Pierre Buffin                                    | Đề cử             |
| Giải thưởng màn ảnh Châu Á Thái Bình Dương                         | Diễn xuất xuất sắc nhất                                                                        | Zhang Ziyi                                       | Đoạt giải         |
| Giải Kim Kê lần thứ 29                                             | Nữ diễn viên chính xuất sắc nhất                                                               | Zhang Ziyi                                       | Đề cử             |